# لولا بيريرا
لولا بيريرا (بالبرتغالية: Lola‏) (2 يناير 1950 في البرازيل - ) هو لاعب كرة قدم برازيلي في مركز الهجوم. لعب مع أتلتيكو مينييرو وتايجرز أونال ونادي أمريكا ونادي بونتي بريتا ونادي سبورت ريسيفه ونادي غواراني ونادي كورينثيانز ونادي بوتافوغو اس بي وأداب غالو مارينجا ‏.

## وصلات خارجية
- لولا بيريرا على موقع قاعدة بيانات كرة القدم.إي يو (الإنجليزية)
- لولا بيريرا على موقع ناشيونال فوتبول تيمز (الإنجليزية)